# Wainia consimilis
Wainia consimilis är en biart som beskrevs av Borek Tkalcu 1980. Wainia consimilis ingår i släktet Wainia och familjen buksamlarbin. Inga underarter finns listade i Catalogue of Life.